# Den tyske situation i Normandiet i 1944
Den tyske situation i Normandiet i 1944 var påvirket af mange faktorer og præget af de forskellige beslutningstageres erfaringer fra krigen samt af Operation Fortitude – de allieredes sløringsoperation, som skulle aflede opmærksomheden fra Operation Overlord.
De allierede forberedte sig først og fremmest på en invasion af det besatte Frankrig. Tyskerne regnede med, at den ville komme ved Pas-de-Calais, men kunne ikke udelukke, at den ville ske på et andet sted, og kunne derfor ikke koncentrere deres modforholdsregler om et bestemt område.

## Udvikling af kommando- og troppestrukturen i vest
Ved reorganiseringen af de tyske armégrupper (Heeresgruppen) i foråret 1941, som var forårsaget af det planlagte angreb på Sovjetunionen, blev Heeresgruppe D under feltmarskal Erwin von Witzleben etableret som overordnet enhed for de tyske tropper i Frankrig. Samtidig blev posten som Oberbefehlshabers West oprettet og overdraget til den udpegede leder af Unternehmen Seelöwe Gerd von Rundstedt, som samtidig var leder af Heeresgruppe A. Udover Heeresgruppe A havde han den taktiske kommando over Heeresgruppe D og de øverstkommanderende for de tyske tropper i Holland flyvergeneralen Friedrich Christiansen.
Da angrebet på England blev endeligt opgivet, blev posten som OB West overdraget til von Witzleben, og von Rundstedt tog til Østfronten. Kun to arméer, den 7. og den 15., bevogtede den lange kystlinje fra den spanske grænse til Antwerpen. Den tyske 1. Armé var stationeret i det indre af Frankrig og havde fælles hovedkvarter med OB West ved Paris.
I slutningen af 1941 var der kun opført syv batterier med tungt artilleri ved Kanalkysten. Det var meningen, at de skulle beskyde de Britiske Øer som led i Unternehmen Seelöwe. Hertil kom en række mindre kystbatterier, som var blevet opført af Organisation Todt. Efter Hitlers ændring af planerne havde den fået til opgave at bygge ubåds-bunkere i Brest, Lorient og St. Nazaire og var ikke længere til rådighed for udbygningen af Atlantvolden. Der kunne ikke skaffes yderligere mandskab til byggeri. Von Witzleben blev derfor nødt til at arrangere sig med Kriegsmarine og låne de folk, som var til overs og i øvrigt indsætte sine egne tropper ved fæstningsbyggeriet. Hans forehavende blev imidlertid også begrænset af den herskende knaphed på materialer.
Den egentlige start på en passende udbygning af Atlantvolden, som strakte sig fra Norge til Biscayen, begyndte først i foråret 1942, da den amerikanske indtræden i krigen og den sovjetiske vinteroffensiv havde gjort en ny vestfront sandsynlig på et tidspunkt ud i fremtiden. Især i det nordlige Frankrig, og i særlig grad på det smalleste sted ved Den engelske kanal – Pas-de-Calais – blev der gjort overvejelser om et muligt forsvar mod angreb fra havet. Der blev bygget kanonstillinger til tungt artilleri og mindre kanoner, samt modstandsreder med maskingeværer langs kysten. De større havne og flodmundinger fik i den sammenhæng særlig beskyttelse.
I begyndelsen af marts overtog von Rundstedt igen posten som OB West, og Hitler udsendte to uger senere sin "Führeranweisung 40"  om udbygning af det vestlige forsvar. Herved fik OB West overdraget ansvaret for alle forsvarsanlæg i de vestlige besatte områder, og blev sammen med den øverstkommanderende i Danmark direkte underlagt OKW. OKW under feltmarskal Wilhelm Keitel overtog i begyndelsen af 1943 hele det vestlige forsvarsområde. Hertil hørte Frankrig, Belgien og Holland foruden Skandinavien, Italien, Balkan og Nordafrika.
Hitlers Anweisung 40 viste vejen for den fremtidige taktisk planlægning af forsvaret af Nordfrankrig. Hans anvisning indeholdt en ordre om organisation af tropper, som kunne slå enhver mulig fjendtlig invasion tilbage umiddelbart før eller straks efter en vellykket landgang. Enhederne skulle koncentreres i de kystområder, som var mest velegnede til en invasion. Mindre vigtige kystafsnit skulle forsvares med kraftige artilleristillinger. Resten af kysten skulle dækkes af patruljer. Tropperne fik desuden ordre til at forsvare kysterne "til sidste mand". Til det formål skulle enhederne udstyres med våben, ammunition og forsyninger, så de under alle omstændigheder kunne fortsætte kampen ved et fjendtligt angreb.
Kun fem dage efter blev Hitler overrasket af det vellykkede britiske angreb på St. Nazaire (Operation Chariot). Hitler påtalte rasende kystforsvarets tilstand. Som følge heraf skete der personelle ændringer i Oberkommando West.
På grund af den anspændte situation på Østfronten overførte OKW og OKH i 1942 i stigende grad enheder fra vest mod øst. Dermed blev blev antallet af divisioner, som stod til rådighed for forsvaret i vest stadig mindre. Von Rundstedt udstedte i maj en ordre, hvori han krævede en hurtig genopbygning af de enheder, som blev overført fra Østfronten til Frankrig. Samtidig advarede von Rundstedt mod, at man i vest kun placerede udbrændte frontsoldater og soldater, som ikke kunne bruges på Østfronten. Til gengæld foreslog OKH i sidste kvartal af 1942 en regelmæssig månedlig udveksling af to enheder fra Heeresgruppe Mitte med to fra OB West af en fra Heeresgruppe Nord med en fra garnisonen i Norge. OKH opremsede ti infanterienheder under OB West, som straks kunne indsættes på Østfronten. For at undgå en indsats af pansrede og motoriserede enheder i den russiske vinter, skulle de ikke overføres før til foråret. Imidlertid gav Hitler blot to måneder senere ordre til overførsel af 6. panserdivision fra vest til området ved Stalino-Volchansk. I løbet af 11 måneder flyttede 22 infanteri- og 6 pansrede eller motoriserede enheder fra vest til Østfronten. Sammen med udtynding af personalestyrken i form af de bedste soldater og officerer samt af materiel svækkede dette det vestlige forsvar betragteligt.
Den 29. september 1942 krævede Hitler på et tre timer langt møde i Rigskancelliet med Hermann Göring, Albert Speer (lederen af Organisation Todt), von Rundstedt, Günther Blumentritt, general i ingeniørtropperne Alfred Jacob, generalløjtnant Rudolf Schmetzer (fæstningsinspektøren i OB West) og nogle få andre førende officerer en konsekvent udbygning af Atlantvolden. Han fremførte, at efter den vellykkede forårsoffensiv i 1943 ville Sovjetunionen blive besejret, og at en Anden front i vest derefter ville være mulig. I første række anså han den norske kyst for truet, skiftede derefter over til Nordfrankrig, da en invasion der ville kræve mindst skibstonnage. Ifølge hans analyse af angrebet på Dieppe, som han anså for at have været en stort anlagt invasion, der var slået fejl, kom han til den slutning, at briterne ikke havde andet valg end at prøve igen. Derfor var det utænkeligt ikke at gøre Atlantvolden så stærk som mulig – ikke kun mod angreb fra havet, men også mod en mulig fjendtlig overlegenhed i luften. Til det formål skulle der bygges 1.000 beton bunkers, som kunne modstå de tungeste granater og bomber, og der skulle indsættes 300.000 soldater i forsvaret. Desuden skulle havnene og ikke mindst ubåds-bunkerne yderligere befæstes og beskyttes mod fjendtlige angreb. Dette program skulle gennemføres inden 1. maj 1943..
Da kystforsvaret imidlertid stadig havde laveste prioritet, havde Organisation Todt været glad for at have færdiggjort 40 % af anlæggene på det nævnte tidspunkt. Ligeledes lå en tilstrækkelig udbygning af den militære styrke før et allieret angreb også udover, hvad man kunne forestille sig.

### Tyske forberedelser på en allieret invasion
Da de tyske efterretningstjenester i efteråret 1943 kunne bringe de første informationer om indholdet af udenrigsministrenes konference i Moskva til den tyske ledelse, stod det snart klart, at åbningen af en ny front i vest var umiddelbart forestående. Denne erkendelse måtte imidlertid snart revideres, da det sivede igennem, at de "Tre store" på Teheran-konferencen i november havde besluttet en udskydelse af invasionen i Vesteuropa med flere måneder. Heraf sluttede den tyske ledelse, at der ikke kunne regnes med en invasion før tidligst i slutningen af februar, men samtidig at den ville komme i løbet af foråret. .
Endnu mens de allierede afholdt deres konference i Moskva i oktober, skrev feltmarskal Gerd von Rundstedt en lang, pessimistisk rapport om forsvarsanlæggenes tilstand i vest til den tyske overkommando. I rapporten gjorde han det klart, at hans tropper på ingen måde var i stand til at yde modstand mod en allieret invasion. Under den treårige besættelse af Frankrig var projektet "Festung Europa" endnu ikke blevet drevet frem. Hitler tilsluttede sig von Rundstedts synspunkter i sin Führeranweisung 51 fra 3. november 1943:
| Citat                            | Faren i øst eksisterer fortsat, men en endnu større tegner sig i vest: en angelsaksisk landgang! I øst tillader områdets størrelse i værste fald et tab af terræn, uden at den tyske livsnerve bliver dødeligt ramt. Anderledes i vest! Lykkes det her for fjenden at bryde gennem vort forsvar over en bred front, er følgerne uoverskuelige på kort sigt. Alle tegn taler for, at fjenden senest i foråret, og måske allerede tidligere, indleder et angreb på Europas vestfront. Jeg han derfor ikke længere forsvare at vesten fortsat svækkes til fordel for andre krigsskuepladser. Jeg har derfor besluttet mig for at styrke dens forsvarsevne, især der hvorfra vi vil indlede kampen over lang distance med England. For der må og vil fjenden angribe[...]. Med omklamrings- og afledningsangreb må der regnes på den Anden front. | Citat |
| Adolf Hitler, Führeranweisung 51 | |       |

Anweisung 51 var rent faktisk ikke kun påvirket af von Rundstedts rapport fra oktober, men også af den aktuelle situation på Øst- og Sydfronten, hvor de tyske arméer led stadig flere tilbageslag. Det bidrog til Hitlers vurdering, at en åbning af en ny front for at få en hurtig afgørelse af krigen var kommet nærmere. Af alle disse årsager måtte der ikke længere ske en svækkelse i vesten til fordel for de andre fronter. OKH skulle udarbejde en plan om at udstyre alle panser- og pansergrenaderdivisioner med 93 Panzer IV og kraftige forsvarsvåben. Ved årets slutning skulle oprustningen være afsluttet. Reservepanserenhederne skulle udrustes fuldt ud, og OB West skulle have leveret maskingeværer i fuldt omfang. Tilbagetrækning af pansrede enheder blev forbudt uden forudgående godkendelse fra Hitler. Luftwaffe og Kriegsmarine fik ordre til at styrke sine forsvarspositioner.
Trods de nye ordrer kom der den 23. november ordre om, at 60. pansergrenaderdivision hurtigst muligt skulle omorganiseres og gøres klar til forlægning til Østfronten. Den 3. december udskiftede overkommandoen omkring 10.000 erfarne soldater fra årgang 1925 med nye soldater, som af erhvervsmæssige årsager ikke tidligere var blevet indkaldt. Omkring samme tidspunkt faldt tildelingerne af tunge våben til fordel for østfronten.

## Uenighed om tidspunkt, sted og modtræk mod en allieret landgang
Da Hitler i november 1943 besluttede, at muligheden for en allieret invasion i Frankrig ikke længere kunne ignoreres, blev feltmarskal Rommel udnævnt til inspektør for kystforsvaret og senere til chef for Heeresgruppe B, som var ansvarlig for forsvaret på landjorden af Nordfrankrig. Omstændighederne, der førte til Rommels udnævnelse, var noget forvirrende, da han på dette tidspunkt var chef for Heeresgruppe B i Norditalien og endda af Hitler var udset til at blive øverstkommanderende for alle tropper i Italien. Hitler skiftede imidlertid pludselig mening og udnævnte Albert Kesselring til posten som OB Süd. Tre dage efter Kesselrings udnævnelse fremsendte OKW en formel forespøgsel, hvori den anfordrede en Reserve-Heeresgruppe under Rommel, som kunne sendes til en hvilken som helst invasionskyst. Det nye hovedkvarter blev rekrutteret fra staben i Heeresgruppe B bortset fra enkelte specialofficerer, som blev trukket bort og ca. halvdelen af tropperne. Denne nye "Heeresgruppe til særlige opgaver" fik indtil videre hovedkvarter i München og afventede yderligere ordrer.
Som forberedelse på en eventuel indsættelse af den nye Heeresgruppe i Frankrig fik Rommel den 6. november ordre til at inspicere de vestlige forsvarsanlæg. Han fik besked på at rapportere direkte til OKW uden om OB West. OKW meddelte også dette til OB West – dvs. von Rundstedt – og gjorde det samtidig klart, at hans ret til at give ordrer på ingen måde ville blive beskåret.
Rommels første rejse gik til Danmark og derefter til Artois ved Kanalkysten. Kort efter inspicerede han forberedelserne på Cotentin-halvøen, Holland og derpå Bretagne. Rommel var fast overbevist om, at det eneste forsvar bestod i hurtigst muligt at forsvare strandene ved at indsætte pansertropper. Derfor ønskede han at have et passende antal kampvogne posteret i nærheden af kysten. Hans krav blev sendt direkte til OKW, som derefter konsulterede feltmarskal Gerd von Rundstedt og indhentede hans mening. Von Rundstedt, som blev støttet af Leo Geyr von Schweppenburg, chefen for Panzergruppe West, som igen blev støttet af generaloberst Heinz Guderian, generalinspektøren for de tyske pansertropper, gik ind for en koncentration af panserenhederne i baglandet, så det var muligt at identificere hele fjendens hovedangrebslinje og derpå ødelægge den med et kraftigt modangreb. Von Schweppenburg forestillede sig endda, at slagmarken skulle ligge i området mellem Loire og Seinen. I november foreslog von Rundstedt, at seks infanteridivisioner, som efter en fjendtlig landgang ikke direkte var truede, skulle trække sig ind i det indre af landet. Til det formål skulle køretøjer af enhver art stilles til rådighed af de øvrige arméer. Divisionerne skulle efterfølgende formeres til to korps og underlægges en armé. Til rådighed stående panser- og pansergrenader skulle ledes af et panserreservekorps og sammen med de to infanterikorps organiseres som særlig Heeresgruppe under Rommel.
Debatten afspejlede, at de forskellige beslutningstagere havde forskellige erfaringer fra krigen. Rundstedt, Geyr von Schweppenburg og Guderian havde tilbragt det meste af krigen på steder, hvor Luftwaffe havde kontrol over luftrummet – eller hvor ingen af parterne havde fuld kontrol over himlen over slagmarken. Rommels erfaringer var helt anderledes. Desuden tog von Rundstedt og Guderian ikke hensyn til, at de allieredes overlegenhed i luften kunne sidestilles med den, som tyskerne havde haft i begyndelsen af krigen. Rommel, som under felttoget i Nordafrika havde kæmpet under allieret luftoverlegenhed, vurderede modstandernes muligheder højere end de andre tre.
For at få afsluttet striden delte Hitler de seks til rådighed stående panserdivisioner i det nordlige Frankrig og underlagde tre af dem Rommel direkte. De andre tre divisioner blev trukket ind i baglandet og placeret under Hitlers direkte kontrol. Luftforsvaret af den franske Nordkyst bestod nu kun af 169 jagerfly, da flyvepladserne i det nordlige Frankrig var under stadige allierede luftangreb. Hitlers beslutning førte til, at de tyske panserdivisioner efter invasionen var ude af stand til at ødelægge det opståede brohoved.
OKW udarbejdede i slutningen af 1943 en detaljeret plan, som tog højde for alle mulige scenarier, som kunne opstå ved en invasion på de forskellige kyster i vesten. Planen forudså, at ved en invasion i Frankrig skulle der overføres tre infanteridivisioner fra Norge og Danmark, en infanteridivision, et nebelwerferkorps og et korpshovedkvarter fra Italien foruden fire infanteri- og jægerdivisioner og mindre enheder fra Balkanområdet. Dette skulle ske i tilfælde af at de vestallierede indledte en stor invasion. I januar 1944 begyndte OKW at tvivle på et sådant storangreb. Selv om alt tydede på et angreb over kanalens smalleste sted, mente de også at kunne se tegn på, at der ville komme andre invasioner, f.eks. i Portugal eller på Balkan. Den tyske tvivl fik ny næring ved den allierede landgang ved Anzio den 22. januar. General Alfred Jodl var af den opfattelse, at denne landgang, som ikke hang sammen med den italienske front, var begyndelsen på flere mindre operationer, som skulle splitte de tyske kræfter og aflede opmærksomheden fra den store landgang i Nordfrankrig. I Frankrig forudså han landgange ved Biscayen og Sydfrankrig, som ville afskære Den Iberiske Halvø. Disse overvejelser blev taget så alvorligt, at der som følge heraf blev opstillet to nye infanteridivisioner, som blev tildelt 19. armé i Sydfrankrig. 9. SS panserdivision blev flyttet fra OB West og placeret i reserve i Avignon. Til bevogtning af den spanske grænse og kysten ved Biscayen fik 1. armé tildelt en ekstra division.
Da situationen på Øst- og Sydfronterne ændrede sig hurtigt, kunne OKW ikke udarbejde langfristede planer og var i stedet tvunget til at planlægge fra dag til dag. Allerede i marts gik der befaling ud om, at de tidligere udstedte ordrer om troppeforlægninger i tilfælde af en allieret landgang blev trukket tilbage. Det blev samtidig meddelt, at forlægninger først ville blive gennemført efter godkendelse fra Hitler når fjenden havde indledt sin hovedinvasion. Der blev desuden udarbejdet planer for forlægninger af reserveenheder i tilfælde af mulige invasionsscenarier. Efter disse planer skulle OB West modtage et korpshovedkvarter, to forstærkede pansergrenaderregimenter, et forstærket infanteriregiment, kampgrupper fra tre infanteriregimenter, som basis for en ny division foruden et motoriseret artilleriregiment, fem landværnsbataljoner og en nebelwerferbataljon. .
Disse nyopstillede enheder havde naturligvis ikke den samme erfaring og kampkraft som de otte divisioner, der var indeholdt i den gamle plan, men da overkommandoen antog, at der ville komme flere invasioner syntes enhver troppekoncentration udelukket.
Ved et møde mellem Hitler og de øverste militærchefer i marts 1944 forsøgte Rommel at opnå en udvidelse af sit kommandoområde, hvilket ville have ført til en faktisk afløsning af von Rundstedts og Geyr von Schweppenburgs som ledere af forsvarsstyrkerne. I særlig grad krævede Rommel, at alle panser- og motoriserede styrker samt artilleriet skulle underlægges hans kommando. I de senere drøftelser kom det også frem, at han krævede kontrol over 1. og 19. armé.
Begge arméer, den ene ved Atlanterhavskysten og den anden ved Middelhavskysten, var direkte underlagt OB West. I denne forstand syntes Rommels krav plausible. Hvis han havde ansvar for forsvaret mod en allieret landgang, havde han brug for at kunne lede de enheder, som deltog i forsvaret. Således forsøgte Rommel alt for at fjerne en i hans øjne utilfredsstillende kommandostruktur i vesten og samle det hele under hans ledelse. Hitler syntes om forslaget, og lovede at der ville blive gennemført en vurdering af den aktuelle situation. Kun en analyse fra OKW's operationsstab, som støttede en protest fra von Rundstedt, fik Hitler til at vende tilbage til den hidtidige løsning. Imidlertid var der sket nogle ændringer i mellemtiden, og disse blev ikke omgjort. Den 2., 21. og 116. panserdivision var blevet underlagt Rommels kommando fuldt ud. Von Schweppenburg forblev imidlertid ansvarlig for deres træning og organisation. Således var der ikke blevet ændret på den forvirrende kommandostruktur.
Omkring det samme tidspunkt fik OKW stillet yderligere fire pansrede enheder til rådighed indenfor OB Wests område. Det drejede sig om 1. og 12. SS panserdivision, 17. SS pansergrenaderdivision og Panserlehrdivisionen. De skulle fungere som central, mobil reserve. Begge beslutninger var udtryk for et kompromis i forhold til mødet i marts, med den overordnede effekt, at OB West blev berøvet midlerne til at gribe direkte ind i slaget, uden at denne mulighed blev overført til Rommel.
Den sidste ændring af kommandostrukturen skete i maj, da von Rundstedt gav ordre til opbygning af en ny Heeresgruppe G, som skulle have kommandoen over 1. og 19. Armé. Denne armégruppe blev underlagt generaloberst Johannes Blaskowitz og overtog foruden de to arméer også de tre øvrige panserdivisioner i Frankrig – 9., 11. og 2. SS panserdivision. Ved at oprette et nyt hovedkvarter forsøgte von Rundstedt at omdefinere sin egen rolle. Han overlod hærførerne en maksimal handlefrihed indenfor deres eget område og beholdt kun muligheden for at træffe overordnede beslutninger vedrørende hele OB Wests område. Han underordnede sine befalinger dem, som kom direkte fra Hitler, og som blev udført af alle andre øverstbefalende. Dermed stod det fast, at i den kritiske fase af forberedelsen af forsvaret ville befalingerne komme enten fra OB West eller direkte fra Hitler, som befandt sig på sit hovedkvarter Ulveskansen i Østpreussen, og var optaget af Østfronten i en sådan grad, at han først tog vest på efter at invasionen var gået i gang. Han lod i øvrigt ikke til at kunne komme med egne taktiske forslag, og hans beslutninger drejede sig om detaljer, som dårlig nok havde politisk indhold. Hitlers ret til at udstede ordrer forstyrrede det i forvejen ødelagte forhold mellem Rommel og von Rundstedt.
Den tyske hovedstyrke, som skulle slå en invasion tilbage, var koncentreret i området ved Pas-de-Calais, da afstanden mellem England og Frankrig her er kortest. Denne placering blev understøttet af de allierede sløringsoperation Operation Fortitude. Tyskerne formodede endvidere, at de allierede ville angribe om dagen, i godt vejr og ved højvande, da det var, hvad de havde gjort ved de tidligere invasioner ved Middelhavet.
Da de tyske efterretningstjenester (Abwehr, Fremde Heere West og Reichssicherheitshauptamt) ikke samarbejdede, blev de allierede sløringsforsøg i reglen taget for gode varer. Således regnede hovedparten af de tyske militære ledere med, at invasionen ville foregå ved Pas-de-Calais, da der i dette område efter deres opfattelse befandt sig 80 allierede divisioner, som var opdelt i fem arméer i to armégrupper, der forberedte sig på en invasion. Hitler, overkommandoen, von Rundstedt og Rommel delte denne opfattelse – til dels endda efter Operation Neptune. Det var kun Marinekommando West og Luftflottenkommando 3, som var i tvivl. Således formodede flåden, at de allierede ikke ville angribe på Kanalens smalleste sted og der, hvor tyskerne ventede det. Desuden tvivlede de på, at det kunne passe, at der var over 80 divisioner i det sydøstlige England, da der ikke var skibe nok til rådighed til en invasion med så store enheder. De anså området mellem Somme-flodens munding og Cherbourg for at være mere sandsynligt som invasionsområde. Luftflottenkommando 3 kom på baggrund af de allieredes bombardementer i området frem til samme konklusion. Deres indberetninger til OKW fandt imidlertid døve ører.
Tyskerne antog, at de allierede ville angribe ved daggry ca. 2-3 timer efter lavvande. Efter flådens beregninger var der optimale betingelser for en sådan landgang i området mellem Le Havre og Cherbourg mellem den 5. og 7. juni 1944. Hitler, von Rundstedt, Rommel og andre ledende officerer blev ikke alarmeret af denne oplysning.

## Udbygning af Atlantvolden og andre tyske forsvarstiltag
Rommel inspicerede i 1944 de tyske forsvarsanlæg, som på daværende tidspunkt allerede til dels var forældede og gav ordre til en række fornyelser af kystforsvaret. Nogle bunkers var dog stadig under bygning, da de allierede gik i land. I Frankrig blev der bygget kanonstillinger for kanoner af sværeste kaliber af Organisation Todt med indsats af tusindvis af tvangsarbejdere.
Efter Rommels mening ville slaget i vesten blive afgjort helt ude ved kysten i løbet af de første 48 timer efter de allieredes landgang. Af denne grund var det hans primære mål at opbygge en forsvarslinje langs hele kysten med særlig fokus på 15. armés område. Indenfor denne linje skulle alle infanteri-, artilleri- og reserveenheder op til divisionsniveau sammen med deres øvrige personel placeres i modstandsreder. Mellem de forskellige modstandsreder skulle der udlægges landminer og forhindringer, som skulle hindre fjenden i at rykke frem.
I betragtning, af at invasionstidspunktet nærmede sig, og der var stadig større knaphed på ressourcer i form af materiel og byggearbejdere, begyndte Rommel i 1944 i stigende grad at koncentrere sig om enklere og mindre forsvaranlæg. Han lagde især pres på minelæggerne. Hertil kom, at han indførte nye forhindringer ved Atlantvolden, som særligt var rettet mod landgangsbåde. I hele Normandiet blev der ført kampvognsspærringer frem til strandene fra baglandet, såsom Tjekkiske pindsvin og spanske ryttere. Belgiske poste og skråtstillede pæle understøttede spærringerne mod havet. Hensigten var at overstrø alle mulige invasionsstrande mellem høj- og lavvandsmærket med forhindringer, som forhindrede enhver nok så fladbundet båd i at nå ind til kysten. Desuden blev de fleste forhindringer udstyret med miner.
På områder i baglandet, som var velegnede til at lande svævefly på, blev der nedrammet træpæle, de såkaldte Rommelasparges. Afstanden mellem pælene var valgt således, at svævefly nærmest blev flået i stykker. Store dele af det område, som de amerikanske faldskærmstropper senere landede på, var blevet oversvømmet af tyske ingeniørsoldater ved opdæmning af floderne Merderet og Douve.
Kystforsvaret blev understøttet med udlægning af minefelter i Den engelske kanal. 16 minefelter, der hver var ca. 8 km lange, blev udlagt mellem august 1943 og januar 1944. Det var meningen, at de i løbet af året skulle fornyes og forstørres, da man ikke kunne påregne en tilstrækkelig effekt på de allierede skibe. Det var desuden meningen, at der skulle udlægges yderligere minefelter, når en invasion var umiddelbart forestående. Ved hjælp af alle disponible fartøjer i området skulle alle sejlruter, heriblandt dem som blev anvendt af den tyske skibsfart, lukkes. I området mellem Zeebrugge og Granville drejede det sig om 36 minefelter. Desuden var det meningen at afspærre de britiske havne med nedkastning af miner fra luften, når det stod klart, at en invasion var på vej.
84. korps fik i januar 1944 tildelt tre ingeniørbataljoner til byggeriet, heraf to til fæstningsbyggeriet og 1 til udlægning af miner. Hertil kom 2.850 mand fra den tidligere franske arbejdstjeneste, som arbejdede på en anden forsvarslinje bag den, som blev opbygget ved strandene. En anmodning om yderligere mandskab førte til afsendelse af to bataljoner med østeuropæiske tropper til Rommel. Den eneste anden måde at skaffe arbejdskraft på var ved at indsætte tyske tropper, og især soldaterne fra reserveenhederne blev flere gange i ugen udkommanderet til arbejdstjeneste.
Med alle disse tiltag forsøgte Rommel at gøre en invasion fysisk umulig. De allierede enheder, som kom til at sidde fast i edderkoppenettet af forhindringer, skulle tildeles dødsstødet af de tyske tropper, som ventede på strandene.

## Den strategiske situation
De tyske enheder var underlagt en forholdsvis kompliceret kommandostruktur. Således kunne OB West ikke frit disponere over alle enheder. Også andre hærførere, såsom Rommel, måtte tage hensyn til at enhederne havde andre tilhørsforhold, såsom Kriegsmarine eller SS. Det var således ingen overordnet leder af alle enheder. Den 2. panserdivision tilhørte f.eks. formelt Panzergruppe Vest, men var taktisk underlagt 1. SS Panserkorps. Områdemæssigt tilhørte det den øverstkommanderende i Belgien og Nordfrankrig, og forsyningsmæssigt var den en del af 15. armé. Günther Blumentritt skrev i januar 1944 til Alfred Jodl: "Her er alting så indviklet og opdelt på 100 måneder og filtret sammen." .
En medarbejder i Rommels stab beskrev situationen således:
Tovtrækkeriet om det bedste forsvar viste sig ved, at man havde tilmuret bunkers på standen ved Fécamp, i Dieppe lod man dem stå tomme. Syd for Somme udmundingen fandt vi senere sågar nogle, som var blevet sprængt i luften, da en nye chef havde trukket hovedkamplinjen tilbage til et højdedrag nogle kilometer bag kysten." .
Indtil den allierede invasion flyttede den tyske hærledelse ofte panserenheder ud af OB Wests område og sendte dem til Østfronten. Desuden var mange af divisionerne i Nordfrankrig og ikke mindst i Normandiet under genopbygning eller uden kamperfaring. Efter invasionen blev der ganske vist overført erfarne divisioner til Normandiet, men det skete etapevis, og det tog sin tid, inden enhederne var fuldt kampdygtige. Således havde tyskerne nok mange divisioner, men de havde en ringe kampkraft.
Den tyske Atlantvold blev desuden bevogtet af divisioner, som enten fortrinsvis bestod af tyske tropper, som af sundhedsmæssige grunde ikke var fundet egnet til indsats på østfronten, eller af af ikke-tyskere såsom sovjetiske krigsfanger, der havde foretrukket at gå i tysk tjeneste frem for at gå til grunde i krigsfangelejrene.
Den 21. panserdivision bevogtede Caen og 12. SS panserdivision "Hitlerjugend" lå i det sydøstlige Caen. Officerer og underofficerer i Hitlerjugend divisionen var soldater med en lang tjenestetid bag sig, men de menige var rekrutteret i 1943 som 16-årige direkte fra Hitlerjugend. Udover disse to panserdivisioner lå også Panserlehrdivisionen i Normandiet.
En yderligere faktor af betydning for den tyske situation var den stigende mangel på olie og benzin til køretøjerne. For at spare på disse ressourcer måtte bl.a. øvelsesaktiviteten begrænses. Hertil kom, at der var mangel på mandskab. Derfor gennemgik alle instanser deres medarbejderstab for at finde overflødige medarbejdere, som kunne sendes til fronten. F.eks. var der 50.000 soldater i Paris, som var beskæftiget med forvaltningsmæssige opgaver. Heraf blev 6.500 sendt til fronten.
De tyske troppers moral var ofte dårlig. Soldaterne havde, hvis ikke de var overført fra østfronten, ikke været i kamp længe. Derfor blev de stadig mere uforsigtige og efterladende i tjenesten. Det gik så vidt, at det kom til tab af våben, ammunition og udstyr. Ligeledes var der en væsentlig forskel mellem tropperne på øst- og vestfronten. På østfronten blev krigen af den tyske propaganda fremstillet som et korstog mod bolsjevismen, og på den måde blev tropperne ekstra aggressive overfor modstanderne. På vestfronten havde man ofte et humant billede af modstanderne, hvilket gjorde troppernes motivation i kamp mindre.
Den tyske propagandaminister Joseph Goebbels udtalte på trods af problemerne i en tale den 5. juni 1943 i Berliner Sportpalast:
Man taler i dag om invasionen i Europa, som om det var den mest selvfølgelige sag i verden [...] Den engelske og den amerikanske soldat vil imidlertid komme til at betale en blodig pris. Vores Wehrmacht er klar til modtage dem!

### Den tyske slagorden
Det tyske forsvar i Normandiet var underlagt 84. Korps (general Erich Marcks) som en del af 7. Armé (Generaloberst Friedrich Dollmann). Slagordenen i det allierede landgangsområde var som følger, fra øst mod vest:
- 21. Panserdivision (generalløjtnant Edgar Feuchtinger): 
 En veteran-panserdivision, som var stationeret i området ved Caen og var en del af Rommels mobile reserve.
- 716. Infanteridivision (generalløjtnant Wilhelm Richter): 
 Kystforsvarsdivision, som bevogtede kysten ved Omaha, Gold, Sword og Juno Beach.
- 352. Infanteridivision (generalløjtnant Dietrich Kraiss): 
 Infanteridivision, som bevogtede kysten ved Omaha og Gold samt byen Saint-Lô.
- 6. Faldskærmsregiment (Major Friedrich von der Heydte): 
 Tyske elite faldskærmsregiment, som indgik i 2. faldskærmsdivision. Regimentet forsvarede byen Carentan.
- 91. Infanteridivision (generalløjtnant Wilhelm Falley): 
 Almindelig infanteridivisoin, som var uddannet og udrustet til landsætning fra ludten. Divisionen befandt sig i baglandet på Cotentin halvøen, herunder i det område hvor de amerikanske luftlandsætninger fandt sted den 6. juni.
- 709. Infanteridivision (generalløjtnant Karl-Wilhelm von Schlieben): 
 Kystforsvarsdivision som bevogtede nord- og østkysten af Cotentin haløven, inklusiv Cherbourg og Utah Beach.
- 243. Infanteridivision (generalløjtnant Heinz Hellmich): 
 Kystforsvarsdivision, som bevogtede vestkysten af Cotentin-halvøen
- 40. hurtige brigade: 
 Infanteribrigade som bestod af tre cykelbataljoner.

## Forberedelser og reaktioner fra den tyske Kriegsmarine
Den tyske Kriegsmarines muligheder for at gribe ind overfor de allieredes landgang var begrænset. I juni 1944 rådede marinen ikke over større overfladeenheder på baserne i Frankrig. Indsejlingen til Kanalen blev bevogtet af stærke allierede flådeenheder, og de allierede havde herredømmet i luften. Det var derfor klart, at marinen ikke havde mulighed for at afbryde de allieredes forsyningslinjer over Kanalen; men alligevel blev marinens enheder indsat i et forsøg
herpå. Det meningsløse i dette forehavende bliver tydeligt, når man ser på tallene. De allierede havde indsat syv slagskibe, to monitorer, 23 krydsere, 3 kanonbåde, 105 destroyere og 1.073 mindre krigsskibe til at understøtte invasionen. Den tyske Kriegsmarine rådede den 6. juni 1944 over 5 torpedobåde, 39 hurtigbåde, hvoraf 5 ikke var funktionsdygtige, 163 minesøgere og minestrygere, 57 patruljebåde og 42 artilleribåde. Hertil kom fem destroyere, en torpedobåd, 146 minesøgere og minestrygere og 59 patruljebåde, som var stationeret ved Atlanterhavskysten mellem Brest og Bayonne.
Den 6. juni blev en patruljebåd, som var på rekognoscering vestpå fra Le Havre, sænket af den allierede invasionsflåde. Det eneste vellykkede angreb fra Kriegsmarine på D-dag blev gennemført af hurtigbåde fra 5. torpedobådsflotille i Le Havre, som ved et overraskelsesangreb sænkede den norske destroyer "Svenner", som beskyttede landgangen ved Sword Beach. I de følgende dage fulgte talrige forsøg fra tyske torpedobåde på at forhindre landgangen ved torpedoangreb og udlægning af miner, men de var i reglen resultatløse.
I natten mellem den 8. og 9. juni forsøgte Kriegsmarine at trænge ind i invasionsområdet med fire destroyere fra Brest, de sidste større enheder i området. Nordvest for Isle de Bas blev forsøget forpurret af en allieret destroyerflotille bestående af fire britiske, to canadiske og to polske destroyere, som sænkede en tysk destroyer og beskadigede en anden så alvorligt, at den måtte sættes på grund.

## Den tyske stilling under landgangen
Den tyske efterretningstjeneste Abwehr vidste, at to strofer af Paul Verlaines digt efterårssang kort før invasionen skulle udløse sabotageaktioner fra den Franske modstandsbevægelse når de blev læst op på BBC. Den afgørende 2. strofe betød, at invasionen ville ske indenfor 48 timer regnet fra det næste midnat. Denne strofe blev udsendt den 5. juni kl. 21.15 og aflyttet af tyske modtagestationer. Den 15. arme, som lå ved Pas-de-Calais blev herefter sat i alarmberedskab, men 7. armé blev af uforklarlige grunde ikke orienteret.
Da der var udsigt til dårligt vejr den 5. og 6. juni var mange generaler fraværende fra invasionsområdet. Nogle, såsom chefen for 7. armé Generaloberst Friedrich Dollmann var taget til krigsspil i Rennes. Rommel var den 6. juni i Tyskland i anledning af hans kones 50 års fødselsdag.
SS panserdivisionerne, dvs. også 12. SS panserdivision måtte kun sættes i bevægelses efter tilladelse fra Adolf Hitler. Da Hitler imidlertid var gået sent i seng og ingen turde vække ham, blev divisionen, hvor den var, og greb ikke ind i kampene. Kamphandlingerne blev af tyskerne set som et forsøg på at aflede opmærksomheden fra den egentlige invasion ved Pas-de-Calais. Da modstandsbevægelsen havde ødelagt telefon- og telegrafforbindelserne, havde tyskerne kun få informationer om de allierede troppebevægelser. De allierede nedkastede desuden gummidukker, der gik under navnet Rubert og udsendte kampstøj, når de landede, over Normandiet. Da der udover disse dukker blev landsat seks SAS, som gennemførte en række skinangreb på tyske stillinger, var tyskerne stærkt irriterede og ude af stand til at handle fornuftigt.
For at skjule en landsætning fra luften havde de allierede fly bomber med, som de kastede ned over forskellige mål i området. En del faldskærmstropper blev kastet ned på forkerte steder, så de måtte slå sig igennem til deres enheder i Normandiet og angreb undervejs forskellige tyske enheder. Derved blev tyskerne afledt fra det faktiske operationsområde og sendte tropper til andre områder.
De allierede styrker stod overfor forholdsvis små tyske flystyrker. På D-dag blev den allierede landgang angrebet af blot to tyske fly, som blev fløjet af oberstløjtnant Josef Priller og sergent Heinz Wodarczyk. Alle andre fly var den 4. juni blevet flyttet ind i landet, da man anså de hidtidige flyvepladser for truede. I løbet af D-dag havde de allierede absolut herredømme i luften. (Se Luftkrigen under Operation Overlord)
Kort tid efter stod det tyskerne klart, at der var en invasion i gang. De anså den imidlertid for at være en finte og formodede stadig, at den egentlige invasion ville finde sted i Pas-de-Calais området. Mange tyske generaler ventede endda flere måneder senere en hovedinvasion ved Pas-de-Calais.

## Tyske reaktioner på den allierede invasion
Kampområdet bestod til dels af et bocage-landskab med mange marker, små veje, åer og bække, som rummede gode forsvarsstillinger for de tyske enheder. Allierede soldater, som overlevede kampene, berettede at hver mark måtte erobres ved heftige kampe. Derudover var der andre steder godt kampvognsterræn, hvilket havde stor betydning for såvel de allierede som for tyskerne.
Byen Caen var af stor betydning for sammenhængen mellem den 7. armé og 15. armé i Pas-de-Calais. Indtog de allierede Caen, ville det blev nødvendigt at trække tropperne ved kanalkysten tilbage for at fastholde en sammenhængende front. Et tilbagetog var imidlertid på ingen måde i overensstemmelse med Adolf Hitlers forestillinger, idet han havde givet ordre til, at hver en meter skulle forsvares. Af den grund koncentrerede tyskerne deres styrker i området ved Caen, hvor briterne indledte en række operationer i slaget om Caen. Tyskerne overførte 150 tunge og 250 middeltunge kampvogne til Caen området og kun 50 mellemtunge og 26 Panther kampvogne til området, hvor de amerikanske enheder trængte frem.
Som svar på de allierede fremstød indledte tyskerne den 6. august et modangreb i området mellem byerne Mortain og Avranches – Unternehmen Lüttich. Den tyske plan gik ud på at gennembryde de allieredes linje i den sydlige del af Cotentin-halvøen og afskære og nedkæmpe de amerikanske enheder. Hitlers anvisning herom ankom til OB West, feltmarskal Günther von Kluge, den 2. august. Von Kluge erklærede senere, at han anså planen for alt for ambitiøs og umulig at gennemføre, men da han modtog den, var han alligevel fascineret af den. Efter nogle tilbageslag besluttede von Kluge ved midnat den 8. august at udsætte angrebet, men forberedte sine enheder til et senere fremstød. Hitler var ikke straks overbevist om, at hans fremstød mod Avranches var slået fejl. I håb om at kunne afskære de allierede i Bretagne og derpå generobre de vigtige havne mod nord samt dele af kystområdet krævede han en genoptagelse af angrebet. Den 9. august beskyldte han von Kluge for at have startet angrebet for tidligt, og at det derfor havde hjulpet de allierede luftstyrker. Han gav OB West ordre til ufortrødent at genoptage operationen i området ved Domfront, sydøst for Mortain.
Koncentrationen af de tyske panserenheder i området syd for Falaise gav de allierede mulighed for at omringe dem i området mellem Falaise og Argentan i den såkaldte Falaise-lomme. I perioden mellem den 7. og 21. august mistede tyskerne 50.000 soldater, og yderligere 200.000 blev taget til fange. Indtil dette tidspunkt udgjorde de tyske tab i Normandiet over 240.000 døde og sårede samt 250.000 fangne. Af materiel mistede den tyske Wehrmacht 1.500 kampvogne, 3.500 kanoner og 20.000 andre køretøjer. På grund af sejren ved Falaise kunne de allierede styrker efterfølgende rykke frem mod Seinen og befri Paris.

## Yderligere informationer og bearbejdelser

### Film
- Dokumentar-spillefilmen D-Day 6.6.44 – Afgørelse i Normandiet Arkiveret 22. marts 2009 hos  Wayback Machine fra BBC. Dokumenterer desuden angrebet på Merville batteriet.

### Eksterne kilder
- Die alliierte Invasion in der Normandie 1944 – Politische und militärische Gegenmaßnahmen Deutschlands. Artikel af Stefan Mannes på Shoa.de (tysk)
- Frankreich 1944. In Erwartung der Invasion. Politische und militärische Abwehrmaßnahmen des deutschen Reiches – Seminar fra Albert-Ludwigs-Universität Freiburg Arkiveret 27. september 2007 hos  Wayback Machine (tysk)
- Informationer på normandiememoire.com Arkiveret 9. februar 2009 hos  Wayback Machine (engelsk)
- Cross-Channel Attack på ibiblio.org Arkiveret 21. juni 2009 hos  Wayback Machine (engelsk)
  - Chapter IV: The German Army In France 1940-1943 Arkiveret 18. februar 2009 hos  Wayback Machine
  - Chapter VII: German Defense Measures, 1944 Arkiveret 19. juli 2009 hos  Wayback Machine
- Tyske forberedelser til invasionen  Arkiveret 23. februar 2008 hos  Wayback Machine (engelsk)